# Ragadós galaj

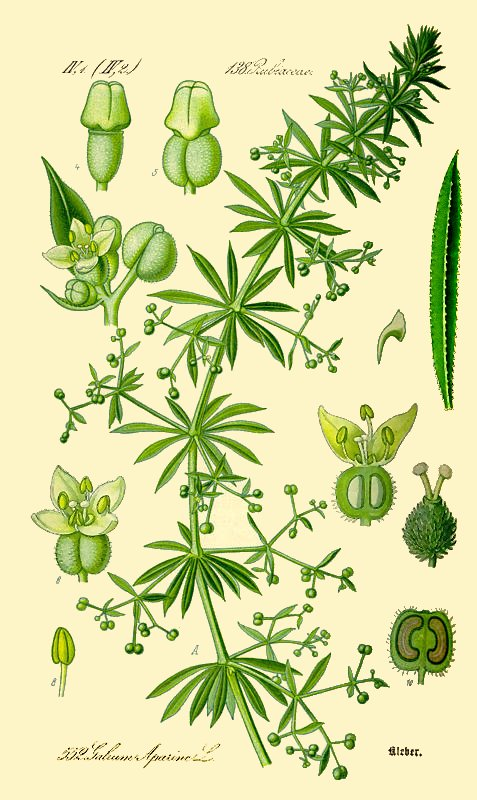

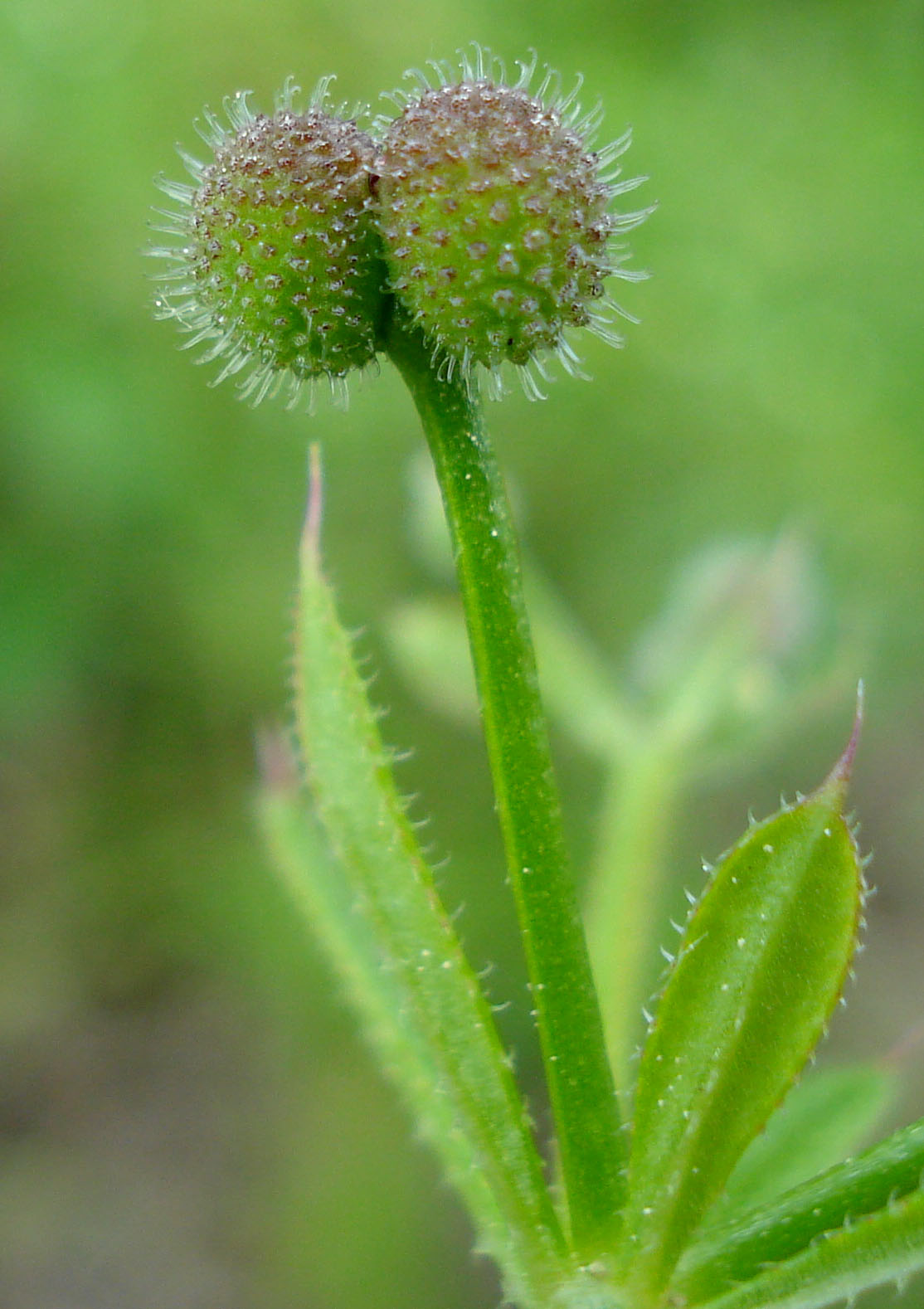

A ragadós galaj (Galium aparine) a tárnicsvirágúak rendjébe, ezen belül a buzérfélék családjába tartozó növényfaj.

## Elterjedése, élőhelye
Hegyoldalakon, cserjésekben, akácosokban, árokpartokban előforduló gyakori egyéves növény. Virágzása júniustól szeptemberig tart.

## Megjelenése, jellemzői
Kúszó szára 15-120 centiméter hosszúságú is lehet, horgas tüskékkel van borítva, de még a négyélű profiljának élei is tüskések. Levelei szőrös élűek, 6–8 tagú álörvekben csoportosulnak a száron. Virágai aprók, fehér vagy zöldesfehér színűek, csöves pártájúak, bogas virágzatot alkotnak.

## Hatóanyagai
Drogja (Galii aparinis herba) glikozidákat, cseranyagot, illóolajat tartalmaz.

## Gyógyhatásai
Teaként idegnyugtató, altató, vérnyomáscsökkentő hatású, a vese, máj, hasnyálmirigy megbetegedéseit kezelik vele, külsőleg bőrbetegségek, pattanások kezelésére használják.
Ajánlott a pajzsmirigy betegségeire is.

## Gyűjtése
Virágzó hajtását gyűjtik.

## Felhasználása
A ragadós galaj magja megpörkölve kiváló kávépótló szer, mely a valódi kávéhoz képest sokkal kevesebb koffeint tartalmaz. A növény maga is ehető, elsősorban főzve fogyasztják, mert nyersen a levél és a szár minden részén megtalálható szőrök kellemetlenné teszik a fogyasztását. Faluhelyen előszeretettel használják libák, kacsák takarmányozására, hiszen kedvelt csemegéjükként fogyasztják. Használták régebben matrac kitömésére is, gyökeréből pedig vörös festéket vontak ki. Ismerik és alkalmazzák a népi gyógyászatban is, drogja (a növény teljes föld feletti része) idegnyugtató, enyhe altató, vizelethajtó és vérnyomáscsökkentő hatású. Használják méregtelenítő szerként és több más egészségi probléma esetén is.